# Вудридж (Іллінойс)
Вудридж (англ. Woodridge) — селище (англ. village) в США, в окрузі Дюпаж штату Іллінойс. Населення — 34 158 осіб (2020).

## Географія
Вудридж розташований за координатами 41°44′15″ пн. ш. 88°2′41″ зх. д. / 41.73750° пн. ш. 88.04472° зх. д. (41.737530, -88.044607).  За даними Бюро перепису населення США в 2010 році селище мало площу 24,82 км², з яких 24,40 км² — суходіл та 0,42 км² — водойми.

## Демографія
Згідно з переписом 2010 року, у селищі мешкала 32 971 особа в 12 646 домогосподарствах у складі 8664 родин. Густота населення становила 1328 осіб/км².  Було 13392 помешкання (540/км²).
Расовий склад населення:
| - 71,1 % — білих - 12,5 % — азіатів - 8,9 % — чорних або афроамериканців - 0,3 % — корінних американців - 4,8 % — осіб інших рас |

До двох чи більше рас належало 2,4 %. Частка іспаномовних становила 13,4 % від усіх жителів.
За віковим діапазоном населення розподілялося таким чином: 24,0 % — особи молодші 18 років, 67,7 % — особи у віці 18—64 років, 8,3 % — особи у віці 65 років та старші. Медіана віку мешканця становила 36,1 року. На 100 осіб жіночої статі у селищі припадало 97,0 чоловіків;  на 100 жінок у віці від 18 років та старших — 94,6 чоловіків також старших 18 років.
Середній дохід на одне домашнє господарство  становив 100 200 доларів США (медіана — 77 182), а середній дохід на одну сім'ю — 120 657 доларів (медіана — 99 700). Медіана доходів становила 61 208 доларів для чоловіків та 49 796 доларів для жінок. За межею бідності перебувало 6,2 % осіб, у тому числі 9,0 % дітей у віці до 18 років та 2,5 % осіб у віці 65 років та старших.
Цивільне працевлаштоване населення становило 19 145 осіб. Основні галузі зайнятості: освіта, охорона здоров'я та соціальна допомога — 22,2 %, науковці, спеціалісти, менеджери — 15,6 %, роздрібна торгівля — 12,8 %, виробництво — 11,1 %.